# أنتوني داي
أنتوني داي (بالإنجليزية: Anthony Day)‏ هو محرر وصحفي أمريكي، ولد في 12 مايو 1933، وتوفي في 2 سبتمبر 2007 بسبب نفاخ رئوي.